# Фолк-ривайвл
Фолк-ривайвл (от англ. folk revival «народное возрождение», «фолк-возрождение») — явление, суть которого в том, что молодые певцы и музыканты проявляют интерес к традиционной музыке и увековечивают её в своем творчестве. При этом зачастую такие артисты культурно крайне далеки от музыки, которую они «возрождают» — они не являются представителями традиционной культуры какой-либо региональной, расовой или этнической группы. Например, с 1950-х годов, типичной движущей силой фолк-ривайвлов был образованный средний класс. В этой связи для фолк-ривайвлов характерно сущностное противоречие — преимущественно городские, молодые, образованные представители среднего класса чествуют аутентичность музыки сельских культур, исчезнувших десятилетия или даже столетия назад.
Круг ценителей традиционной музыки в обычных условиях ограничен малыми сообществами, обособленными от популярного мейнстрима, но в ходе фолк-ривайвлов она представляется более широкой аудитории. Само явление ривайвла предполагает не только воссоздание, но и перерождение музыки, помещение её в новый контекст, поэтому многие артисты фолк-ривайвлов открыты широкому спектру самых разных музыкальных влияний. Ривайвлы часто стимулируют коммерческий интерес и кроме исполнителей в них могут вовлекаться собиратели фолклора, менеджеры, учёные, журналисты, писатели, владельцы рекорд-лейблов и магазинов. Фолк-ривайвлы также обычно сопряжены с дискуссиями о подлинности воссоздаваемых народных традиций и о том, кто вправе возглавлять подобные движения.
Природа фолк-ривайвлов, как и ривайвлов в целом, является комплексной. В их основе может быть стремление к аутентичности из-за недовольства современной музыкой; желание вернуться к истокам или основам жанров; представления о прошлом как о музыкально и социально непрерывном и целостном в противовес массовому производству, мимолетным трендам, моде и медийному распространению музыки сегодня. Идеи о «лучших временах», «естественной» музыке, индивидуальном и коллективном «чистом» творчестве вне влияния прогресса — среда, в которой расцветают ривайвлы. По этой же причине фолк-ривайвлы часто обусловлены не только музыкальными, но и политическими мотивами, в частности, левыми идеями, что ярко проявилось, например, в 1930-е годы в США.
В большинстве фолк-ривайлов современные артисты сочиняют новые песни, но включая в них народные темы и характерные музыкальные или поэтические черты. Например, Боб Дилан начал с исполнения традиционных и блюзовых песен, но в дальнейшем регулярно использовал народные мелодии и обороты речи в собственных композициях. Общий признак всех фолк-ривайвлов — адаптация народных стилей к другим музыкальным структурам — обычно более популярным — которые помогают донести народную музыку до широкой аудитории. Ещё до фолк-ривайвалов 1950—1960-х годов английские народные песни адаптировались для исполнения в мьюзик-холлах. Их реконфигурация для аудитории, выросшей на рок-н-ролле, является продолжением этого же подхода.
Народная музыка — одна из наиболее часто «возрождаемых» и фолк-ривайвлы разного рода с начала XX века стали регулярными феноменами. Такие волны наблюдались фактически в каждом поколении музыкантов: 20 — 30-летние циклы ривайвлов варьировались по масштабам, интенсивности и фокусу. Более других народные песни представили массовой аудитории по всему миру фолк-ривайвлы США и Великобритании в 1950—1960-х годах. Их следствием стало появление направлений народно-ориентированной популярной музыки, которую поп-аудитория стала воспринимать как народную. Так, под вдохновением от народной, возник одноименный жанр популярной музыки и множество его производных: электрик-фолк, фолк-рок, мэдивал фолк-рок, кельтик-рок, фолк-панк, фолк-метал и нью-фолк.

## Британский фолк-ривайвл
Современная английская народная музыка характеризуется двумя этапами популяризации. Первый этап связан главным образом с именем академика Сесилом Шарпом. Он включает в себя публикацию народных песен и мелодий в различных журналах. Пик данного этапа приходится на 1910 год. Второй этап связан с крупными концертами английской музыки, которые начались с появления группы Copper Family в Альберт-Холле в 1952 году. Начиная с конца 1960-х песни стали исполняться в современной обработке; это было рождением жанра электрик-фолк.

## Американский фолк-ривайвл
Американский фолк-ривайвл берёт своё начало в 1940-х годах. Группа американских коллекционеров и исследователей, включавшая фолклористов Джона Ломакса и его сына Алана Ломакса, поэта Карла Сэндберга, музыканта и музыковеда Чарльза Сигера и других, записала и опубликовала старинные баллады, тюремные песни, аппалачский фолк и афроамериканский блюз. Несколько исполнителей, связанных с традиционной музыкой, как, например, Пит Сигер, Джош Уайт, Бёрл Айвз и The Weavers, пользовались большим коммерческим успехом в 1940-х, что привело к более широкой популяризации народной музыки с конца 1950-х до середины 1960-х годов такими исполнителями как The Kingston Trio, Джоан Баэз и Peter, Paul and Mary.

## Канадский фолк-ривайвл
Несмотря на наличие ряда исполнителей, как, например, The Band, Нил Янг и Джони Митчелл, бывших частью американской фолк-рок-сцены 1960-х, в Канаде наблюдается свой отличительный фолк-ривайвл. Основанный на кельтских традициях, он включает сцену Приморских провинций конца 1970-х, возглавляемую региональными легендами Figgy Duff и Стэном Роджерсом, а также сцену Квебека середины 1960-х, возглавляемую Жилем Виньо. Популярность американского фолка 1940-х непосредственно привела к популяризации канадского фолка, такими группами как The Travellers в 1950-х. Несколько музыкантов, выросших на этой музыке, стали исполнителями традиционного фолка в 1970-х, как, например, Гордон Лайтфут и Ian & Sylvia.